# Groot Beek
El Groot Beek és un riu d'Alemanya que neix al municipi de Bargteheide, a l'estat de Slesvig-Holstein.

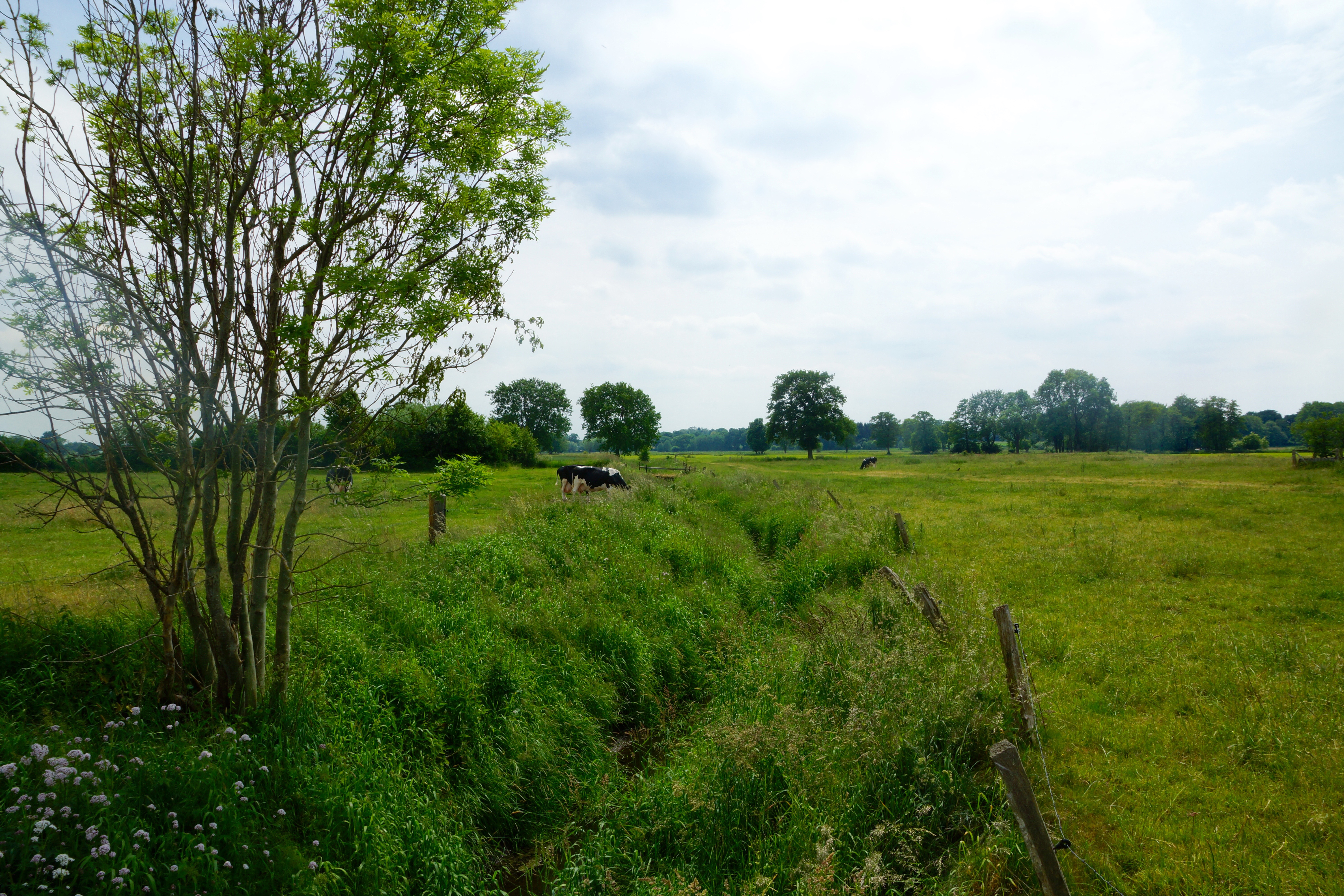
Vall del Groot Beek a Tremsbüttel

És un afluent esquerre del Süderbeste al qual desemboca prop de la masia de Lasbek (Gut Lasbek) a Tremsbüttel. A la seva desembocadura alimenta el Stangenteich una de tres basses creades a l'inici del segle xvi per a alimentar el molí d'aigu de la masia de Lasbek. A l'edat mitjana, a Tremsbüttel va ser utilitzat per a contornar l'antic burg, avui desaparegut i reemplaçat per l'actual castell de Tremsbüttel un edifici del segle xix.
El nom baix alemany significa rierol gran, un distintiu del seu únic afluent major, el Lüttbeek o rierol petit.